# Japón en la Copa Mundial de Fútbol de 2026
La Selección de fútbol de Japón será uno de los 48 equipos participantes de la Copa Mundial de Fútbol de 2026 que se realizará de manera conjunta en México, Estados Unidos y Canadá entre los días 11 de junio y 19 de julio de aquel mismo año. Clasificó el 20 de marzo de 2025 tras ganar 2-0 a Baréin en las eliminatorias de AFC, el día 20 de marzo de 2025, siendo el primer equipo en clasificar excluyendo los anfitriones.

## Clasificación

### Tabla de posiciones

#### Segunda ronda
| Selección       | Pts | PJ | PG | PE | PP | GF | GC | Dif |
| --------------- | --- | -- | -- | -- | -- | -- | -- | --- |
| Japón           | 18  | 6  | 6  | 0  | 0  | 24 | 0  | 24  |
| Corea del Norte | 9   | 6  | 3  | 0  | 3  | 11 | 7  | 4   |
| Siria           | 7   | 6  | 2  | 1  | 3  | 9  | 12 | −3  |
| Birmania        | 1   | 6  | 0  | 1  | 3  | 3  | 28 | −25 |

#### Tercera ronda
| Selección      | Pts | PJ | PG | PE | PP | GF | GC | Dif |
| -------------- | --- | -- | -- | -- | -- | -- | -- | --- |
| Japón          | 23  | 10 | 7  | 2  | 1  | 30 | 3  | 27  |
| Australia      | 19  | 10 | 5  | 4  | 1  | 16 | 7  | 9   |
| Arabia Saudita | 13  | 10 | 3  | 4  | 3  | 7  | 8  | −1  |
| Indonesia      | 12  | 10 | 3  | 3  | 4  | 9  | 20 | −11 |
| China          | 9   | 10 | 3  | 0  | 7  | 7  | 20 | −13 |
| Baréin         | 6   | 10 | 1  | 3  | 6  | 5  | 16 | −11 |

### Partidos
| Fecha                    | Lugar     | Instancia     |                 |                                       | Resultado |                                       |                 |
| ------------------------ | --------- | ------------- | --------------- | ------------------------------------- | --------- | ------------------------------------- | --------------- |
| 16 de noviembre de 2023  | Suita     | Segunda ronda | Japón           | Bandera de Japón                      | 5:0 (3:0) | Bandera de Birmania                   | Birmania        |
| 21 de noviembre de 2023  | Yeda      | Segunda ronda | Siria           | Bandera de Siria                      | 0:5 (0:3) | Bandera de Japón                      | Japón           |
| 21 de marzo de 2024      | Tokio     | Segunda ronda | Japón           | Bandera de Japón                      | 1:0 (1:0) | Bandera de Corea del Norte            | Corea del Norte |
| 26 de marzo de 2024      | Pionyang  | Segunda ronda | Corea del Norte | Bandera de Corea del Norte            | 0:3       | Bandera de Japón                      | Japón           |
| 6 de junio de 2024       | Rangún    | Segunda ronda | Birmania        | Bandera de Birmania                   | 0:5 (0:2) | Bandera de Japón                      | Japón           |
| 11 de junio de 2024      | Hiroshima | Segunda ronda | Japón           | Bandera de Japón                      | 5:0 (3:0) | Bandera de Siria                      | Siria           |
| 5 de septiembre de 2024  | Saitama   | Tercera ronda | Japón           | Bandera de Japón                      | 7:0 (2:0) | Bandera de la República Popular China | China           |
| 10 de septiembre de 2024 | Riffa     | Tercera ronda | Baréin          | Bandera de Baréin                     | 0:5 (0:1) | Bandera de Japón                      | Japón           |
| 10 de octubre de 2024    | Yeda      | Tercera ronda | Arabia Saudita  | Bandera de Arabia Saudita             | 0:2 (0:1) | Bandera de Japón                      | Japón           |
| 15 de octubre de 2024    | Saitama   | Tercera ronda | Japón           | Bandera de Japón                      | 1:1 (0:0) | Bandera de Australia                  | Australia       |
| 15 de noviembre de 2024  | Yakarta   | Tercera ronda | Indonesia       | Bandera de Indonesia                  | 0:4 (0:2) | Bandera de Japón                      | Japón           |
| 19 de noviembre de 2024  | Xiamen    | Tercera ronda | China           | Bandera de la República Popular China | 1:3 (0:2) | Bandera de Japón                      | Japón           |
| 20 de marzo de 2025      | Saitama   | Tercera ronda | Japón           | Bandera de Japón                      | 2:0 (0:0) | Bandera de Baréin                     | Baréin          |
| 25 de marzo de 2025      | Saitama   | Tercera ronda | Japón           | Bandera de Japón                      | 0:0       | Bandera de Arabia Saudita             | Arabia Saudita  |
| 5 de junio de 2025       | Perth     | Tercera ronda | Australia       | Bandera de Australia                  | 1:0 (0:0) | Bandera de Japón                      | Japón           |
| 10 de junio de 2025      | Suita     | Tercera ronda | Japón           | Bandera de Japón                      | 6:0 (3:0) | Bandera de Indonesia                  | Indonesia       |

## Preparación

### Partidos previos
| Fecha                   | Lugar     | Competición |                |                           | Resultado |                     |          |
| ----------------------- | --------- | ----------- | -------------- | ------------------------- | --------- | ------------------- | -------- |
| 6 de septiembre de 2025 | Oakland   | Amistoso    | México         | Bandera de México         |           | Bandera de Japón    | Japón    |
| 9 de septiembre de 2025 | San Diego | Amistoso    | Estados Unidos | Bandera de Estados Unidos |           | Bandera de Japón    | Japón    |
| 10 de octubre de 2025   | Suita     | Amistoso    | Japón          | Bandera de Japón          |           | Bandera de Paraguay | Paraguay |